# Prokop Ossoliński (chorąży lubelski)
Prokop Ossoliński  herbu Topór (zm. w 1551 roku) – stolnik i chorąży lubelski (1518). 

## Życiorys
Trzeci z synów Andrzeja z Ossolina i Balic (zm. przed 1488 r.) i matki; Katarzyny z Prawiednik - brat Pawła i Jana. Ojciec jego Andrzej był synem - Jana z Ossolina (zm. 1459) – kasztelana radomskiego i wnukiem Jana Ossolińskiego (zm. 1396) - kasztelana wiślickiego, protoplasty rodu Ossolińskich;
Wielki posag wniosła w 1497 r. Prokopowi żona; Dorota Tęczyńska z Tęczyna (zm. po 1543) – wnuczka wojewody ruskiego - Mikołaja Tęczyńskiego. Z nią miał Prokop ośmioro dzieci. 
Były to córki: Elżbieta Ossolińska - wydana za Jana Taszyckiego – pisarza ziemi krakowskiej, Dorota- wydana za Piotra Kijańskiego, Barbara Ossolińska- wydana za Stanisława Czuryłę, Zofia Ossolińska wydana w za Mikołaja Lutomirskiego (1537-1587) i synowie; do których należał Mikołaj Ossoliński (rotmistrz) (ur. po 1497 – między 1583-1588) - rotmistrz, dzielny rycerz, dziedzic części Nieszowy i Ossolina. 
Synami Prokopa byli; Jan Ossoliński (zm. 1564) - chorąży lubelski i sandomierski -od 1550 r. mąż Anny Orzechowskiej (zm. 1588) h. Oksza, Andrzej Ossoliński - żupnik ruski, i Jakub Ossoliński - komornik królewski.